# Pterolophia bipostfasciculata
Pterolophia bipostfasciculata är en skalbaggsart som beskrevs av Stefan von Breuning 1964. Pterolophia bipostfasciculata ingår i släktet Pterolophia och familjen långhorningar. Inga underarter finns listade i Catalogue of Life.